# 绿带站
绿带站（英語：Greenbelt station）是一個位於美國马里兰州乔治王子县的一座华盛顿地铁绿线和马里兰区域通勤铁路的鐵路車站。该站是华盛顿地铁绿线的东北终点站。
该站位于绿带城的西北边缘（在伯温高地，贝兹维尔和的北部附近），就在樱桃木巷（英語：Cherrywood Lane）旁边，在首都环线附近。它的停车场有超过3,300个空位。该站也有方便的环线入口和出口。绿带站被本地人和通勤族使用。另外，到巴尔的摩/华盛顿国际机场的都城巴士B30平日快线让通勤族连接到巴尔的摩的地区运输服务。绿带站，为美国国家航空航天局戈达德太空飞行中心的雇员和客人，是最方便的站。通勤族可以上乔治王子郡公车15X线或者都城巴士G14线去戈达德中心。

## 马里兰区域通勤铁路列车服务

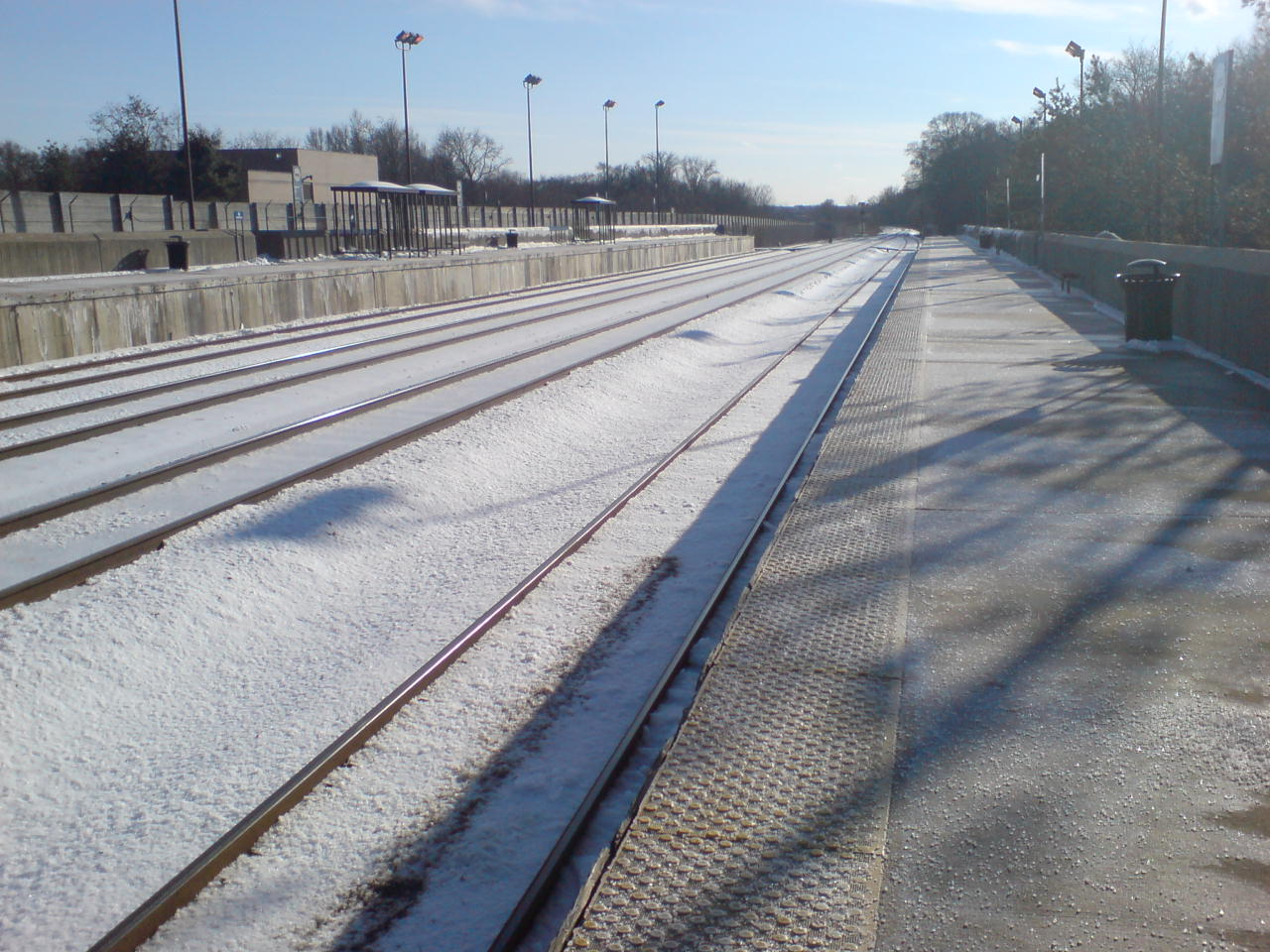
绿带站的通勤铁路月台 (朝南)

马里兰区域通勤铁路列车，在坎登线上，停靠于绿带车站。通勤铁路的轨道跟华盛顿地铁的轨道平行。该车站有两个侧式月台。它也是对残疾人易接近的，但是没有各自大楼，厕所，电话，售票机或暖气，而没有人员。坎登线连接华盛顿特区的联合车站跟巴尔的摩的坎登车站。

## 历史
地铁服务到绿带城开始于1993年12月11日。同时，另三个站也正好于乔治王子县开始服务：科利奇帕克-马里兰大学站，乔治王子广场站和西海恩兹维尔站。到乔治王子县的延伸增加了7.96英里（12.81公里）的轨道到华盛顿地铁捷运系统。目前华盛顿都会区交通局有初步计划一直延伸绿线，从绿带站到劳雷尔，米德堡，而可能巴尔的摩/华盛顿国际机场。
由于Rush+节目，黄线曾经高峰时间营运从托腾堡到绿带站。但是，在2017年6月25日华盛顿都会区交通局停止了黄线服务到绿带站。

## 车站布局
| 月台   | 南行                             | ← 往布兰奇大道（-马里兰大学） ← 下车的乘客 → |
| 月台   | 岛式月台，车门会在左边或右边打开 |                                              |
| 月台   | 南行                             | ← 往布兰奇大道（-马里兰大学） ← 下车的乘客 → |
| 站厅   | 夹层                             | 单向闸机，售票机，服务台                     |
| 出入口 | 街道上                           | 出口/入口和马里兰区域通勤铁路月台门径        |
| 出入口 | 侧式月台，车门会在右边打开       |                                              |
| 出入口 | 南行                             | ← 坎登线 往华盛顿特区（-马里兰大学）         |
| 出入口 | 北行                             | → 坎登线 往巴尔的摩（穆爾科克） →            |
| 出入口 | 侧式月台，车门会在右边打开       |                                              |